# Fontaine de la Liberté à Poznań
 (février 2024).
Pour les articles homonymes, voir Liberté (homonymie).
La fontaine de la Liberté est une fontaine située sur la place Wolność (pl) à Poznań.

## Fontaine
Le projet est conçu par l'architecte Agnieszka Stochaj et le sculpteur Rafał Nowak (pl). Inaugurée en juin 2012, la fontaine se compose de deux ailes de 10 mètres de haut - des voiles - dont l'eau qui s'écoule permet de rafraîchir l'intérieur de la fontaine.
L'ensemble est logé dans un bassin peu profond en béton armé au-dessus duquel une passerelle a été jetée. La hauteur de la fontaine est d'environ 9 mètres, la taille du bassin de 21 mètres. Le bassin est équipé de lumières LED qui émettent une lumière colorée la nuit. L'ensemble de la structure pèse 700 tonnes. Le coût total de la fontaine est de 3,72 millions de PLN.

## Projet précédent
En 1927, le service des travaux publics de la ville de Poznań a lancé un concours pour l'édification d'un monument à la liberté sur ce site. Le premier prix a été attribué à l'équipe de Władysław Marcinkowski et Marian Andrzejewski, le deuxième à Zygmunt Otto et le troisième à Marcin Rożek. Cependant, le monument est abandonné en raison de l'absence d'un arrière-plan approprié et de l'impossibilité de créer une dominante urbaine.